# Flamingokvintetten
Das Flamingokvintetten ist eine schwedische Dansband. Die Band wurde 1960 in Partille gegründet.
Gründungsmitglieder waren Gunnar Karlsson, Hasse Carlsson, Bjarne Lundqvist, Dennis Janebrink und Calle Nilsson. In der langen Bandgeschichte gab es eine Reihe von Umbesetzungen. Bjaerne Lundqvist spielt in der heutigen Besetzung seit 1993 wieder Schlagzeug, nachdem er 1963 aus der Band ausgetreten war und durch Boris Estulf ersetzt wurde. Von Anfang an dabei sind dagegen Hasse Carlsson und Dennis Janebrink.
Den ersten Erfolg verzeichneten die Musiker mit Aufnahme ihres Liedes Lilla Ann 1966. 1967 erreichten sie erstmals die Svensktoppen mit Det hjälper ingalunda lej, im darauffolgenden Jahr mit den Liedern Nynna en sång und Hon är sexton år idag. Die englische Version Letzteren Liedes hieß Happy Birthday Sweet Sixteen und erreichte Platzierungen in den beiden Hitparaden Kvällstoppen und Tio i topp.
1970 gründete das Flamingokvintetten eine eigene Plattenfirma mit dem Namen Flam Record. 1974 und 1975 wurde die Band zur „Dansband des Jahres“ gewählt.
2005 konnte das Flamingokvintetten sein 45-jähriges Bestehen feiern.

## Diskografie (Auszug)

### Alben
| Jahr | Titel                 | Höchstplatzierung, Gesamtwochen, AuszeichnungChartsChartplatzierungen (Jahr, Titel, Platzierungen, Wochen, Auszeichnungen, Anmerkungen) | Anmerkungen |
| Jahr | Titel                 | SE | Anmerkungen |
| ---- | --------------------- | --- | ----------- |
| 1975 | 6                     | SE1 (13 Wo.)SE |             |
| 1976 | Bästa 5               | SE33 (2 Wo.)SE |             |
| 1976 | 7                     | SE2 (9 Wo.)SE |             |
| 1977 | Singel-LP             | SE22 (6 Wo.)SE |             |
| 1977 | 8                     | SE7 (6 Wo.)SE |             |
| 1978 | 9                     | SE9 (5 Wo.)SE |             |
| 1979 | 10                    | SE25 (3 Wo.)SE |             |
| 1980 | Flamingokvintetten 11 | SE27 (3 Wo.)SE |             |
| 1997 | Lata dagar med dig    | SE46 (1 Wo.)SE |             |
| 2000 | Da Capo               | SE15 (12 Wo.)SE |             |
| 2008 | Bästa!                | SE8 (9 Wo.)SE |             |
| 2010 | Tack & förlåt         | SE16 (11 Wo.)SE |             |
| 2012 | Den här sången...     | SE18 (13 Wo.)SE |             |
| 2016 | En gång till          | SE13 (4 Wo.)SE |             |

Weitere Alben
- 1993: Samma tid samma plats
- 2000: Guldkorn
- 2007: Sommarfavoriter